# San Juan Sacatepéquez
San Juan Sacatepéquez («San Juan» en honor a su santo patrono Juan el Bautista; «Sacatepéquez»: del náhuatl, significa «en el cerro cubierto de hierba») es un municipio del departamento de Guatemala de la región metropolitana de la República de Guatemala. Con sus 242 km² es uno de los municipios más grandes del departamento de Guatemala. Su fiesta patronal se celebra el 24 de junio.
Después de la Independencia de Centroamérica, San Juan Sacatepéquez fue uno de los municipios originales del Estado de Guatemala, el cual se instituyó formalmente en 1825; también fue asignado como sede del circuito homónimo en el distrito N.º8 (Sacatepéquez) para la administración de justicia por medio del sistema de juicios de jurados.

## Toponimia
Muchos de los nombres de los municipios y poblados de Guatemala constan de dos partes: el nombre del santo católico que se venera el día en que fueron fundados y una descripción con raíz náhuatl; esto se debe a que las tropas que invadieron la región en la década de 1520 al mando de Pedro de Alvarado estaban compuestas por soldados españoles y por indígenas tlaxcaltecas y cholultecas. Así pues, el poblado recibió el nombre de San Juan en honor a su santo patrono, Juan el Bautista, mientras que el topónimo «Sacatepéquez» se deriva de los vocablos en náhuatl «sacat» (español: «hierba»), «tepē-» (español: «cerro, montaña») y «-k»(español: «en») y quiere decir «en el cerro cubierto de hierba».

## Geografía física

### Hidrografía
El nacimiento del río Motagua se encuentra en la cuenca ubicada en el límite entre San Juan Sacatepéquez, y los departamentos de Baja Verapaz y Quiché.
| Categoría        | Listado |
| ---------------- | --- |
| Ríos principales | San Juan, el Manzanillo, Jocoteco, Jordán y Paxotyá |
| Ríos secundarios | - Boca Toma - Cenizo - Cotzibal - Cuxuyá - ElPotosí - El Zapote - Río Grande o Motagua - Guapinol - Ixacac - Ixcopin - Jesús - La Ciénaga - La Chume - Paraxaj - Patajzalaj - Pixcayá - Rajoní - Raxtunyá - Realmá - Rayalguit - Ruyaloj - Sactzi - Sajcavillá - San Miguel - San Pedro - Santiago - Seco - Severino - Simujui - Tapahuá - Tapanal - Veracruz - Zapote |
| Riachuelos       | Agua Zarca, Los Sineyes, Mixcal, Nahuarón, Noxpil, Pachuj, Patanil, Patzanes y Ruyalguen. |

## Lugares Poblados
San Juan Sacatepéquez se posiciona como el quinto municipio más poblado de Guatemala con 218 156 habitantes según Censo 2018 . El municipio alberga un total de 206 lugares poblados incluidos aldeas, asentamientos, colonias, fincas y pueblo . Entre los 20 lugares más poblados, vive el 46% de la población total del municipio. 

A continuación un listado de los 20 lugares más poblados del municipio de San Juan Sacatepéquez:
| #                     | Código                | Lugar                          | Tipo                  | Población | Región       |
| --------------------- | --------------------- | ------------------------------ | --------------------- | --------- | ------------ |
| 1                     | 110034                | Cruz Blanca                    | Aldea                 | 14 728    | Occidente    |
| 2                     | 110001                | San Juan Sacatepéquez (Centro) | Pueblo                | 12 968    | Centro       |
| 3                     | 110141                | Sajcavilla                     | Aldea                 | 8 834     | Centro       |
| 4                     | 110178                | Villas del Quetzal             | Colonia               | 6 801     | Sur          |
| 5                     | 110086                | Lo de Carranza                 | Caserío               | 5 771     | Sur          |
| 6                     | 110059                | La Económica                   | Colonia               | 3 977     | Sur          |
| 7                     | 110138                | Realhuit                       | Caserío               | 3 903     | Norte        |
| 8                     | 110117                | Lo de Mejía                    | Aldea                 | 3 781     | Sur          |
| 9                     | 110015                | Camino de San Pedro            | Aldea                 | 3 740     | Sur          |
| 10                    | 110172                | Suacite                        | Aldea                 | 3 630     | Norte        |
| 11                    | 110029                | Comunidad de Ruiz              | Aldea                 | 3 492     | Centro Norte |
| 12                    | 110010                | Asunción Chivoc                | Caserío               | 3 426     | Centro Norte |
| 13                    | 110046                | El Quetzal                     | Colonia               | 3 349     | Sur          |
| 14                    | 110030                | Comunidad de Zet               | Aldea                 | 3 306     | Centro       |
| 15                    | 110018                | Candelaria                     | Aldea                 | 3 135     | Centro Norte |
| 16                    | 110021                | Cerro Alto                     | Aldea                 | 3 081     | Centro Norte |
| 17                    | 110180                | Comunidad El Pilar I           | Parcelamiento         | 3 067     | Centro Norte |
| 18                    | 110127                | Pasajoc                        | Caserío               | 3 000     | Centro Norte |
| 19                    | 110119                | Monte Carlo I                  | Colonia               | 2 974     | Centro       |
| 20                    | 110091                | Los Ajvix                      | Caserío               | 2 948     | Centro Norte |
| San Juan Sacatepéquez | San Juan Sacatepéquez | San Juan Sacatepéquez          | San Juan Sacatepéquez | 218 156   | 218 156      |

### Clima
La cabecera municipal de San Juan Sacatepéquez tiene clima templado (Clasificación de Köppen: Csb).
| Parámetros climáticos promedio de San Juan Sacatepéquez | Parámetros climáticos promedio de San Juan Sacatepéquez | Parámetros climáticos promedio de San Juan Sacatepéquez | Parámetros climáticos promedio de San Juan Sacatepéquez | Parámetros climáticos promedio de San Juan Sacatepéquez | Parámetros climáticos promedio de San Juan Sacatepéquez | Parámetros climáticos promedio de San Juan Sacatepéquez | Parámetros climáticos promedio de San Juan Sacatepéquez | Parámetros climáticos promedio de San Juan Sacatepéquez | Parámetros climáticos promedio de San Juan Sacatepéquez | Parámetros climáticos promedio de San Juan Sacatepéquez | Parámetros climáticos promedio de San Juan Sacatepéquez | Parámetros climáticos promedio de San Juan Sacatepéquez | Parámetros climáticos promedio de San Juan Sacatepéquez |
| Mes                                                     | Ene.                                                    | Feb.                                                    | Mar.                                                    | Abr.                                                    | May.                                                    | Jun.                                                    | Jul.                                                    | Ago.                                                    | Sep.                                                    | Oct.                                                    | Nov.                                                    | Dic.                                                    | Anual                                                   |
| ------------------------------------------------------- | ------------------------------------------------------- | ------------------------------------------------------- | ------------------------------------------------------- | ------------------------------------------------------- | ------------------------------------------------------- | ------------------------------------------------------- | ------------------------------------------------------- | ------------------------------------------------------- | ------------------------------------------------------- | ------------------------------------------------------- | ------------------------------------------------------- | ------------------------------------------------------- | ------------------------------------------------------- |
| Temp. máx. media (°C)                                   | 21.5                                                    | 22.6                                                    | 23.9                                                    | 24.4                                                    | 24.0                                                    | 22.5                                                    | 22.6                                                    | 23.0                                                    | 22.3                                                    | 21.5                                                    | 21.6                                                    | 21.6                                                    | 22.6                                                    |
| Temp. media (°C)                                        | 15.6                                                    | 16.4                                                    | 17.3                                                    | 18.3                                                    | 18.4                                                    | 18.0                                                    | 17.9                                                    | 18.0                                                    | 17.6                                                    | 16.9                                                    | 16.4                                                    | 15.8                                                    | 17.2                                                    |
| Temp. mín. media (°C)                                   | 9.8                                                     | 10.2                                                    | 10.8                                                    | 12.3                                                    | 12.9                                                    | 13.6                                                    | 13.2                                                    | 13.0                                                    | 12.9                                                    | 12.4                                                    | 11.3                                                    | 10.1                                                    | 11.9                                                    |
| Precipitación total (mm)                                | 6                                                       | 4                                                       | 3                                                       | 37                                                      | 111                                                     | 250                                                     | 201                                                     | 201                                                     | 248                                                     | 122                                                     | 29                                                      | 6                                                       | 1218                                                    |
| Fuente: Climate-Data.org                                |                                                         |                                                         |                                                         |                                                         |                                                         |                                                         |                                                         |                                                         |                                                         |                                                         |                                                         |                                                         |                                                         |

### Ubicación geográfica
El municipio de San Juan Sacatepéquez se encuentra a una distancia de 25 km de la Ciudad de Guatemala.  La topografía del Municipio de San Juan Sacatepéquez es bastante irregular. Cuenta con numerosas montañas, pendientes y hondonadas y escasas planicies. Las montañas del municipio se encuentran cubiertas de vegetación verde y exuberante. Cuenta con regiones de tierras fértiles que gradualmente hacen contacto con terrenos secos y barrancos arenosos.
- Norte: Granados, municipio del departamento de Baja Verapaz
- Sur: San Pedro Sacatepéquez, municipio del departamento de Guatemala
- Este: San Raymundo y San Pedro Sacatepéquez, municipios del departamento de Guatemala
- Oeste: San Martín Jilotepeque, municipio del departamento de Chimaltenango
- Suroeste: Santo Domingo Xenacoj, municipio del departamento de Sacatepéquez[11]

|                                 | Norte: Granados             |                                           |
| Oeste: San Martín Jilotepeque   |                             | Este: San Raymundo San Pedro Sacatepéquez |
| Suroeste: Santo Domingo Xenacoj | Sur: San Pedro Sacatepéquez |                                           |

## Gobierno municipal
Los municipios se encuentran regulados en diversas leyes de la República, que establecen su forma de organización, lo relativo a la conformación de sus órganos administrativos y los tributos destinados para los mismos.  Aunque se trata de entidades autónomas, se encuentran sujetos a la legislación nacional y las principales leyes que los rigen desde 1985 son:
| N.º | Ley                                                | Descripción |
| --- | -------------------------------------------------- | --- |
| 1   | Constitución Política de la República de Guatemala | Tiene una regulación legal específica para los municipios en los artículos 253 al 262. |
| 2   | Ley Electoral y de Partidos Políticos              | Ley de carácter constitucional aplicable a los municipios en el tema de la conformación de sus autoridades electas. |
| 3   | Código Municipal                                   | Decreto 12-2002 del Congreso de la República de Guatemala. Tiene la categoría de ley ordinaria y contiene preceptos generales aplicables a todos los municipios, e inclusive contiene legislación referente a la creación de los municipios.             |
| 4   | Ley de Servicio Municipal                          | Decreto 1-87 del Congreso de la República de Guatemala. Regula las relaciones entra la municipalidad y los servidores públicos en materia laboral. Tiene su base constitucional en el artículo 262 de la constitución que ordena la emisión de la misma. |
| 5   | Ley General de Descentralización                   | Decreto 14-2002 del Congreso de la República de Guatemala. Regula el deber constitucional del Estado, y por ende del municipio, de promover y aplicar la descentralización y desconcentración económica y administrativa.                                |

El gobierno de los municipios está a cargo de un Concejo Municipal mientras que el código municipal —ley ordinaria que contiene disposiciones que se aplican a todos los municipios— establece que «el concejo municipal es el órgano colegiado superior de deliberación y de decisión de los asuntos municipales […] y tiene su sede en la circunscripción de la cabecera municipal»; el artículo 33 del mencionado código establece que «[le] corresponde con exclusividad al concejo municipal el ejercicio del gobierno del municipio».
El concejo municipal se integra con el alcalde, los síndicos y concejales, electos directamente por sufragio universal y secreto para un período de cuatro años, pudiendo ser reelectos.
Existen también las Alcaldías Auxiliares, los Comités Comunitarios de Desarrollo (COCODE), el Comité Municipal del Desarrollo (COMUDE), las asociaciones culturales y las comisiones de trabajo. Los alcaldes auxiliares son elegidos por las comunidades de acuerdo a sus principios y tradiciones, y se reúnen con el alcalde municipal el primer domingo de cada mes, mientras que los Comités Comunitarios de Desarrollo y el Comité Municipal de Desarrollo organizan y facilitan la participación de las comunidades priorizando necesidades y problemas.

## Historia

### Época colonial: doctrina de los dominicos
Fue invadido por los españoles en 1525 durante la Conquista de Guatemala y posteriormente fue convertido en una doctrina de la Orden de Predicadores.

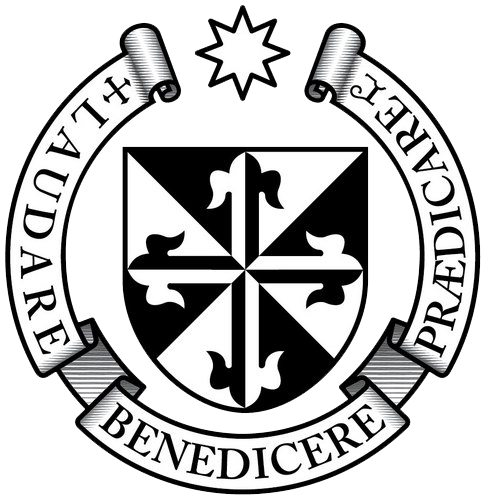
Escudo de la Orden de Predicadores.

La corona española se enfocó en la catequización de los indígenas; las congregaciones fundadas por los misioneros reales en el Nuevo Mundo fueron llamadas «doctrinas de indios» o simplemente «doctrinas». Originalmente, los frailes tenían únicamente una misión temporal: enseñarle la fe católica a los indígenas, para luego dar paso a parroquias seculares como las establecidas en España; con este fin, los frailes debían haber enseñado los evangelios y el idioma español a los nativos. Ya cuando los indígenas estuvieran catequizados y hablaran español, podrían empezar a vivir en parroquias y a contribuir con el diezmo, como hacían los peninsulares.
Pero este plan nunca se llevó a cabo, principalmente porque la corona perdió el control de las órdenes regulares tan pronto como los miembros de éstas se embarcaron para América. Por otra parte, protegidos por sus privilegios apostólicos para ayudar a la conversión de los indígenas, los misionares solamente atendieron a la autoridad de sus priores y provinciales, y no a la de las autoridades españolas ni a las de los obispos. Los provinciales de las órdenes, a su vez, únicamente rendían cuentas a los líderes de su orden y no a la corona; una vez habían establecido una doctrina, protegían sus intereses en ella, incluso en contra de los intereses del rey y de esta forma las doctrinas pasaron a ser pueblos de indios que se quedaron establecidos para todo el resto de la colonia.
Las doctrinas fueron fundadas a discreción de los frailes, ya que tenían libertad completa para establecer comunidades para catequizar a los indígenas, con la esperanza de que estas pasaran con el tiempo a la jurisdicción de una parroquia secular a la que se le pagaría el diezmo; en realidad, lo que ocurrió fue que las doctrinas crecieron sin control y nunca pasaron al control de parroquias. La administración colectiva por parte del grupo de frailes eran la característica más importante de las doctrinas ya que garantizaba la continuación del sistema de la comunidad en caso falleciese uno de los dirigentes.
En 1638, los dominicos separaron a sus grandes doctrinas —que les representaban considerables ingresos económicos— en grupos centrados en sus seis conventos:  Los conventos estaban en: la ciudad de Santiago de los Caballeros de Guatemala, Amatitlán, Verapaz, Sonsonate, San Salvador y Sacapulas. Específicamente el convento de la Ciudad de Santiago de los Caballeros de Guatemala, la doctrina abarcaba los poblados de Chimaltenango, Jocotenango, Sumpango, San Juan Sacatepéquez, San Pedro Sacatepéquez, Santiago Sacatepéquez, Rabinal, San Martín Jilotepeque, Escuintla, Milpas Altas, Milpas Bajas, San Lucas Sacatepéquez, y el Barrio de Santo Domingo en la ciudad.

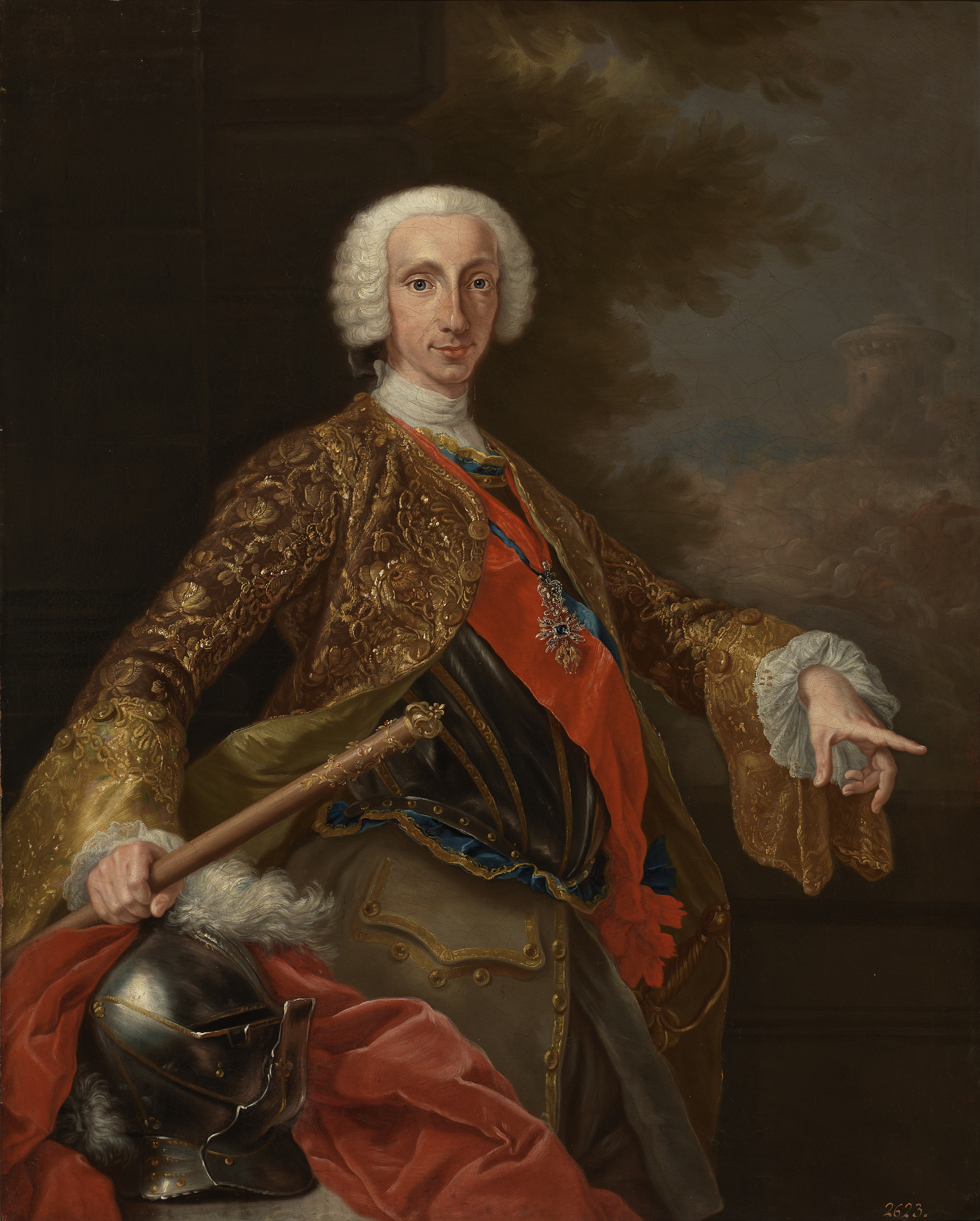
Rey Carlos III de España, promotor de las reformas borbónicas.

Los terrenos que el municipio contiene fueron adquiridos el 3 de febrero de 1752 y se podría decir que en esa fecha se fundó el poblado de San Juan Sacatepéquez.[cita requerida]
En 1754, en virtud de una Real Cédula parte de las Reformas Borbónicas, todos los curatos de las órdenes regulares fueron traspasados al clero secular. En 1765 se publicaron las reformas borbónicas de la Corona española, que pretendían recuperar el poder real sobre las colonias y aumentar la recaudación fiscal. Con estas reformas se crearon los estancos para controlar la producción de las bebidas embriagantes, el tabaco, la pólvora, los naipes y el patio de gallos. La real hacienda subastaba el estanco anualmente y un particular lo compraba, convirtiéndose así en el dueño del monopolio de cierto producto. Ese mismo año se crearon cuatro subdelegaciones de la Real Hacienda en San Salvador, Ciudad Real, Comayagua y León y la estructura político administrativa de la Capitanía General de Guatemala cambió a quince provincias:
Además de esta redistribución administrativa, la corona española estableció una política tendiente a disminuir el poder de la Iglesia católica, el cual hasta ese momento era prácticamente absoluto sobre los vasallos españoles. Esta política de disminución de poder de la iglesia se basaba en la Ilustración

### Tras la independencia de Centroamérica
Tras la Independencia de Centroamérica en 1821, el Estado de Guatemala fue definido de la siguiente forma por la Asamblea Constituyente de dicho estado que emitió la constitución del mismo el 11 de octubre de 1825: «el estado conservará la denominación de Estado de Guatemala y lo forman los pueblos de Guatemala, reunidos en un solo cuerpo.  El estado de Guatemala es soberano, independiente y libre en su gobierno y administración interior.»
San Juan Sacatepéquez fue parte de los distritos originales del Estado de Guatemala cuando este fue fundado en 1825;  pertenecía al departamento de Sacatepéquez/Chimaltenango, cuya cabecera era Antigua Guatemala, y tenía los municipios de Jilotepeque, San Pedro Sacatepéquez, San Lucas Tejar, Chimaltenango, San Juan Sacatepéquez y Patzún.
La constitución del Estado de Guatemala también dividió al territorio del Estado en once distritos para la administración de justicia por medio del sistema de juicios de jurados el 11 de octubre de 1825; la constitución indica que San Juan Sacatepéquez era sede del Circuito de San Juan en el Distrito N.°8 (Sacatepéquez), junto con San Raymundo, Sumpango, Shenacó, San Pedro Sacatepéquez, y «las labores de estas municipalidades, que expresamente no estén agregadas a otro circuito».

### sigloXX
Por su gran desarrollo y grandes terrenos avanzó de categoría como villa en 1923, durante el gobierno del general José María Orellana.
El Ministerio de Cultura y Deportes declaró como Patrimonio Cultural Tangible de la Nación al reloj de la Torre del Edificio Municipal de San Juan Sacatepéquez, de acuerdo al Acuerdo Ministerial número 1203-2012, el 26 de diciembre de 2012 el ministro de Cultura y Deportes consideró que es obligación primordial del Estado proteger, fomentar y divulgar la cultura nacional; emitir las leyes y disposiciones que tiendan a su enriquecimiento, así como reconocer el derecho de las personas y de las comunidades a su identidad cultural de acuerdo a sus valores y tradiciones.

## Economía
Su economía se basa en la agricultura con variedad de frutas y flores que se comercializan fuera del Municipio. También se explota la ganadería y avicultura, así como las artesanías y turismo interesado en conocer sus tradiciones. Entre sus artesanías, se destacan los tejidos, tejas, ladrillos, jarcia y la alfarería.

### Agricultura

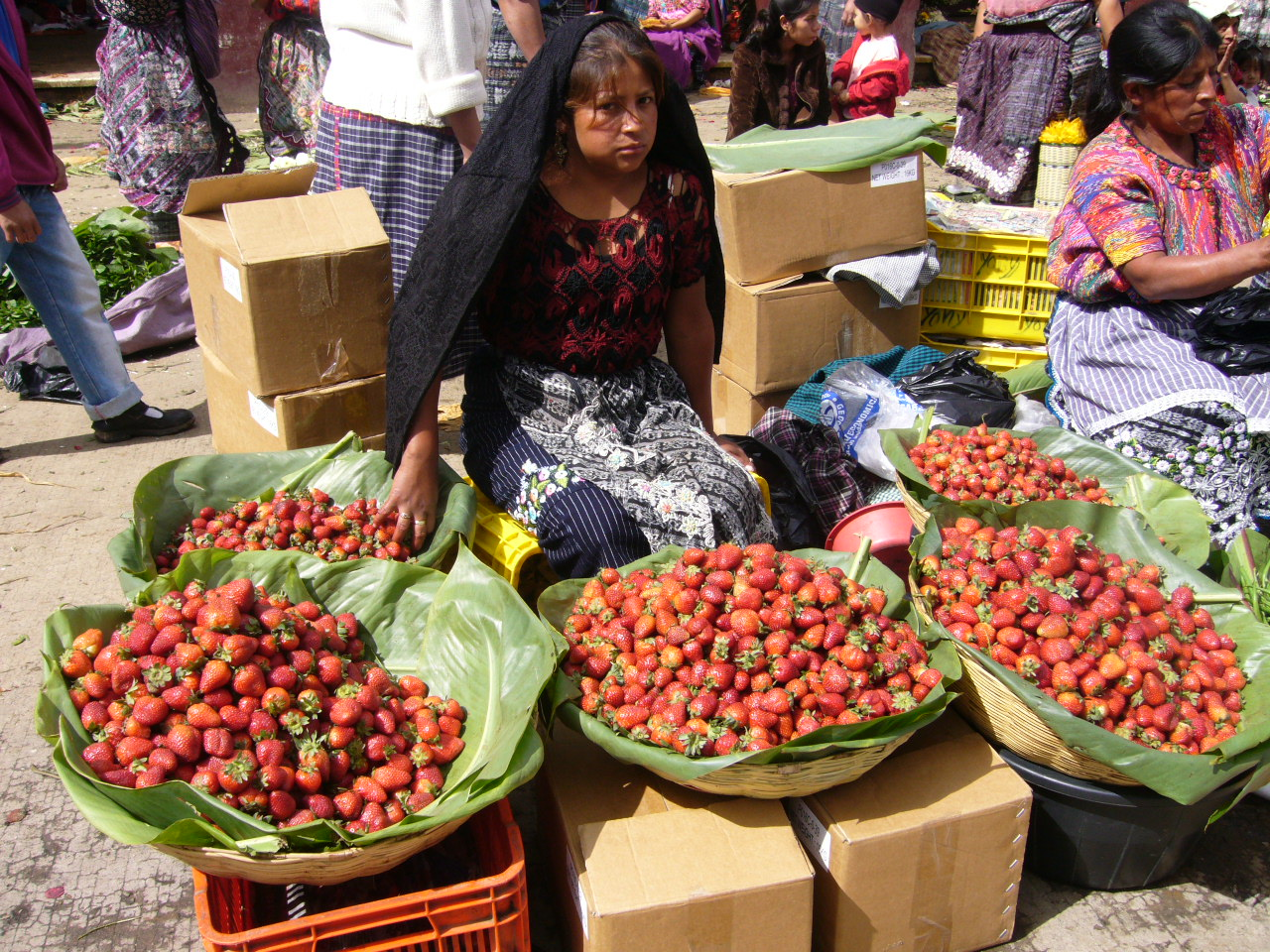
Vendedora de fresas en el mercado de San Juan Sacatepéquez en 2010.

Los suelos han sido oficialmente declarados no aptos para cosechas en su gran mayoría, pero los terrenos sobrantes son una buena fuente de cultivos. Además los pobladores también siembran flores ya que es una actividad muy importante para la localidad. Entre los cultivos principales están el maíz, el frijol y algunas verduras.

### Artesanía
Las diferentes actividades que se realizan en este municipio están los productos de barro, tejidos, jarcía, alfarería, etc.

### Mercado municipal
Posee uno de los mercados más importantes de la región, el cual es permanente y funciona de las 6:00 a. m. a 7:00 p. m. Tiene una alta demanda y oferta, siendo los días de mayor afluencia los sábados y domingos.

## Turismo
Entre los principales atractivos turísticos están: Su mercado municipal, el más grande de esta región, que está disponible todos los días desde las 5 de la mañana hasta las 8 p. m. Mercado de flores los días miércoles, las «Pozas de San Miguel», Balneario «Bella Vista» y las ruinas prehispánicas de Mixco Viejo que aunque están en jurisdicción de San Martín Jilotepeque, se acceden por San Juan Sacatepéquez. También se cuenta con De Lo Alto Farms, una finca qué mezcla el ecoturismo, el agroturismo y la conservación, en la cual se puede aprender del proceso que conlleva producir el precioso grano del café, disfrutar una buena taza del mejor café, además de varios senderos entre un bosque nativo de Pino-Encino, áreas de campin, overlanding y senderismo en donde puedes practicar también el aviturismo y ayudar a la conservación de los bosques y ecositemas de montaña.

### Costumbres y Tradiciones
Entre las danzas folklóricas que se presentan se encuentran «El Torito» y «El Baile de las Flores». Investidura de reina indígena durante el mes de junio, sus trajes ceremoniales. Y entre otras costumbres se encuentran las cofradías que es una costumbre de origen colonial en la cual se veneran imágenes de la Virgen María, Jesús, San Juan Bautista, la Cruz y el Rosario. La música principal del pueblo son los sones de arpa y marimba, entre los cuales se puede mencionar La Sanjuanerita, El Chuj, El Maíz y el de los matrimonios. En el día de los muertos que es el 1 de noviembre de cada año como muchas otras regiones del país se come fiambre este día y se adornan las tumbas de los muertos. El día de los santos, es una época propicia para establecer contacto con los seres en el más allá. Feria del Pueblo: 24 de junio es el día de San Juan Bautista el patrono del pueblo, al cual se le dedican todas las actividades durante esa semana. Se celebra del 22 al 27 de junio, siendo el día principal de fiesta el 24. Se realizan eventos sociales, culturales y deportivos en esas fechas, incluyendo peleas de gallos.

### Comida Típica
San Juan Sacatepéquez se caracteriza por el pinol, platillo que refleja una cultura culinaria con sabor a maíz. Aunque algunos lugares de Guatemala se prepara dulce, la gastronomía sanjuanera mantiene en sus recetas las costumbres alimentarias típicas de la región y lo prepara salado: el pinol es el plato fuerte y se prepara con gallina criolla -aves domésticas que se crían en los patios de las casas-, un recado a base de maíz, y se condimenta con tomate, miltomate, chile pimiento, cebolla y cilantro. El Pinol, Su base es el "maíz amarillo" y acompaña a la carne de una jugosa gallina casera.  Esta receta es heredada de generación en generación y es elaborada por manos expertas de cada familia. A partir de septiembre de 2015, el plato es reconocido por el Registro de Bienes Culturales de la Dirección General del Patrimonio Cultural y Natural lo declaró Patrimonio Cultural Intangible.

### Traje típico
Los llamados «trajes típicos» de Guatemala son prendas características que utilizan los pobladores de determinadas regiones o poblados; estos fueron impuestos a los indígenas conquistados por los encomenderos, curas reductores y frailes doctrineros luego de la Conquista en el siglo xvi; la finalidad de estos atuendos era identificar fácilmente a qué región pertenecían los indígenas y evitar migraciones descontroladas. Tras la Independencia de Centroamérica los trajes se mantuvieron entre los indígenas por costumbre, pues las prendas eran heredades de generación a generación.
El güipil y corte tradicional de la mujer de San Juan se caracteriza por tela de algodón tejida en hilar de cintura. La pieza de arriba o huipil es típicamente de líneas verticales donde predominan los colores lilas y amarillos. Los bordados a mano que son tejidos alrededor del cuello representan flora y fauna características de la región como lo son las flores y los pájaros. El corte o falda es un pedazo de tela de algodón de cuadros en colores oscuros como negro y blanco o azul índigo y blanco. Comúnmente es cruzado por una línea vertical y una horizontal bordados a mano en colores contrastantes como rojo, amarillo, fucsia o naranja entre otros. El traje del hombre se ha perdido y comúnmente usan ropa occidental son sombrero. El significado de los grabados en el traje se detalla a continuación:
| Prenda de vestir  | Color/dibujo    | Significado del adorno       |
| ----------------- | --------------- | ---------------------------- |
| Güipil sanjuanero | Amarillo        | el sol                       |
| Güipil sanjuanero | Rojo            | sangre                       |
| Güipil sanjuanero | Morado          | tristeza                     |
| Güipil sanjuanero | Azul            | cielo                        |
| Güipil sanjuanero | Verde           | naturaleza                   |
| Güipil sanjuanero | Café            | madre tierra                 |
| Güipil sanjuanero | Dibujo kumatzín | serpiente                    |
| Güipil sanjuanero | Otros animales  | Naturaleza                   |
| Corte sanjuanero  | Negro           | oscuridad                    |
| Corte sanjuanero  | Blanco          | la paz                       |
| Corte sanjuanero  | Cruz            | los cuatro puntos cardinales |

## Ciudades hermanas
- Santiago de Veraguas desde noviembre de 2022.[28]